# ScienceDirect
ScienceDirect és un lloc web i un proveïdor multidisciplinari de continguts electrònics contractat majoritàriament per les biblioteques universitàries, que proporciona accés basat en subscripció a una gran base de dades d'investigació científica i mèdica. Alberga més de 12 milions de peces de contingut de 3.500 revistes acadèmiques i 34.000 llibres electrònics. Les revistes s'agrupen en quatre grans apartats: ciències físiques i enginyeries, ciències de la vida, ciències de la salut i ciències socials i humanitats. Els resums dels articles estan lliurement disponibles, però l'accés als seus textos complets (en PDF i, per a publicacions més noves, també HTML) en general requereix una subscripció o una compra de pagament per visió. ScienceDirect és operat per l'editorial angloholandesa Elsevier. Va ser llançat al març de 1997.